# Холланд, Эдмунд, 4-й граф Кент
Эдмунд Холланд (англ. Edmund Holland; 6 января 1383 — 15 сентября 1408), 4-й граф Кент, 4-й барон Холланд, 7-й барон Вудсток и 8-й барон Уэйк из Лидделла с 1400, кавалер ордена Подвязки с 1403, сын Томаса Холланда, 2-го графа Кента, и Элис Фицалан.
Эдмунд был племянником короля Ричарда II. Его старший брат и дядя были казнены в 1400 году, но в 1403 году новый король, Генрих IV, вернул Эдмунду часть владений и титулы старшего брата. Заметной роли в английской политике Эдмунд не играл, наследников не оставил. После его смерти титулы исчезли, а владения как выморочные включены в состав коронных земель.

## Биография
Об Эдмунде известно не очень много. Он был младшим из четырёх сыновей Томаса Холланда, 2-го графа Кент, и Элис Фицалан. Его старший брат Томас Холланд, 1-й герцог Суррей и 3-й граф Кент, был заметной фигурой в последние годы правления короля Англии Ричарда II.
В 1398 году Эдмунд как племянник короля получил из казны ренту в 100 марок. В 1399 году он отправился с королём в Ирландский поход. Когда дошли слухи о том, что Генрих Болингброк, изгнанный ранее Ричардом II, высадился в Англии, король вместе со своими ближайшими сторонниками, в том числе со старшим братом Эдмунда и его дядей, герцогом Эксетером, отправился в Англию. Эдмунд же был оставлен в Ирландии.
После свержения Ричарда II Генри Болингброк был коронован под именем Генриха IV. В январе 1400 года граф Суррей и герцог Эксетер оказались замешаны в заговоре с целью свержения Генриха IV и восстановлении Ричарда II, но были схвачены и обезглавлены.
Уже после провала восстания 13 января 1400 года Томас высадился в Ливерпуле, но был схвачен. Поскольку старший брат Томас детей не оставил, Эдмунд был его наследником, но из-за казни Томаса его владения и титулы были конфискованы. Однако новый король нуждался в поддержке знати. Поскольку Эдмунд на суде произвёл хорошее впечатление, Генрих IV 1 июля 1403 года вернул Эдмунду часть владений и титулы старшего брата. Некоторые земли, однако, были удержаны королём, который утверждал, что они являются частью его наследования как герцога Ланкастера. Кроме того, частью земель управляли вдовы трёх покойных графов Кента. В январе 1404 года Эдмунду удалось заключить с Джоан, вдовой брата, взаимовыгодный договор по разделу владений, по которому Джоан согласилась на меньшую часть своей вдовьей доли.
Эдмунд во время восстания Глиндура сохранял верность Генриху IV. 1 июля 1403 года он в составе королевской армии участвовал в битве при Шрусбери, в которой была разбита армия Генри Хотспура. В том же году он стал рыцарем ордена Подвязки.
В 1405 году Эдмунд вошёл в состав королевского совета, после чего получил должности своего отца на южном побережье. Он был мировым судьёй в Дорсете, Кенте, Хэмпшире, Суррее, и Суссексе. В 1406 и 1407 годах Эдмунд расследовал проблемы аббатства Болье. Но наиболее он проявил себя на военном поприще. Эдмунд служил в море при принце Томасе, втором сыне короля, отличившись в 1405 году при Слёйсе и около нормандского побережья.
В 1406 году Эдмунд противостоял графу Мару при Смитфилде.
Около 1405 года он вступил в любовную связь с кузиной Констанцией Йоркской, вдовой Томаса Ле Диспенсера, графа Глостера. От этой связи у Эдмунда родилась единственная дочь. А в 1407 году он женился на Лючии Висконти, дочери герцога Милана Бернабо Висконти, однако брак этот так и остался бездетным. Этот брак должен был принести Эдмунду приданое в 70000 флоринов, что должно было поправить его финансовое состояние, однако денег он так и не получил.
В 1407 году Эдмунд был назначен адмиралом Севера. Главной проблемой в это время было пиратство в Ла-Манше. Первое самостоятельную экспедицию он проводил в марте 1408 года, чтобы патрулировать пролив. По просьбе королевы Джоан, жены Генриха IV, он отправился в военную экспедицию в Бретань, где и погиб 15 сентября в битве при Иль-де-Бреа: он не стал надевать на голову шлем и был убит стрелой из арбалета. Его тело было погребено в аббатстве Боурн (Линкольншир).
Детей он не оставил. После его смерти титулы исчезли, а владения были разделены между четырьмя вдовыми графинями Кента и пятью сестрами Эдмунда и их наследниками.

## Семья
Жена: с 24 января 1407 (Саутуарк, Сент-Мари Отери) Лючия Висконти (1372 — 14 апреля 1424), дочь Бернабо Висконти, герцога Милана, и Беатрисы Реджины делла Скала. Детей от этого брака не было.
Также у Эдмунда от связи с Констанцией Йоркской, дочери Эдмунда Лэнгли, 1-го герцога Йорка, и Изабеллы Кастильской, вдовы Томаса Ле Диспенсера, графа Глостера, родилась одна незаконнорождённая дочь:
- Элеонора Холланд (ок. 1406 — ?); муж: с 14 февраля 1430 (папское разрешение) Джеймс Туше (ок. 1398 — 23 сентября 1459), 5-й барон Одли